# Feel the Beat
Feel the Beat – singel fińskiego muzyka Darude wydany 1 listopada 2000 roku. Piosenka trafiła na album producenta Before the Storm.

## Lista utworów
- CD singel (1 listopada 2000)[1]

1. „Feel the Beat” (Radio Edit) – 3:20
2. „Feel the Beat” (Original Mix) – 8:38
3. „Feel the Beat” (JS:16 Dark Remix) 7:05
4. „Feel the Beat” (Rocco & Heist Remix 2) – 9:02
5. „Sandstorm” (Radio Edit) – 2:57
6. „Sandstorm” (Ariel Remix) – 6:39

## Produkcja
Singel został wyprodukowany przez JS16 i Darude.

## Teledysk
Teledysk do utworu został wyreżyserowany przez Juuso Syrjä i był kręcony w regionie Laponia, wsi Kilpisjärvi i innych miejscach.

## Pozycje na listach i sprzedaż
| Kraj              | Lista (2000–2001)   | Najwyższa pozycja | Certyfikat |
| ----------------- | ------------------- | ----------------- | ---------- |
| Finlandia         | Top 20 Singles      | 1                 | –          |
| Wielka Brytania   | Singles Top 200     | 5                 | –          |
| Belgia (Flandria) | Ultratop 50 Singles | 12                | –          |
| Norwegia          | Top 20 Singles      | 18                | –          |
| Szwecja           | Top 60 Singles      | 18                | –          |
| Niemcy            | Top 100 Singles     | 18                | –          |
| Holandia          | Single Top 100      | 19                | –          |
| Australia         | Top 50 Singles      | 20                | złoto      |
| Austria           | Singles Top 40      | 24                | –          |
| Francja           | Top 100 Singles     | 25                | –          |
| Szwajcaria        | Singles Top 100     | 34                | –          |